# West Bromwich Albion Football Club 2007-2008
Questa voce raccoglie le informazioni riguardanti il West Bromwich Albion Football Club nelle competizioni ufficiali della stagione 2007-2008.

## Rosa
| N. |                             | Ruolo | Calciatore         |
| -- | --------------------------- | ----- | ------------------ |
|    | Irlanda (bandiera)          | P     | Dean Kiely         |
|    | Belgio (bandiera)           | D     | Carl Hoefkens      |
|    | Danimarca (bandiera)        | D     | Martin Albrechtsen |
|    | Capo Verde (bandiera)       | D     | Pelé               |
|    | Slovenia (bandiera)         | D     | Boštjan Cesar      |
|    | Curaçao (bandiera)          | D     | Shelton Martis     |
|    | Ungheria (bandiera)         | C     | Zoltán Gera        |
|    | Slovenia (bandiera)         | C     | Robert Koren       |
|    | Scozia (bandiera)           | C     | James Morrison     |
|    | Irlanda del Nord (bandiera) | C     | Chris Brunt        |
|    | Corea del Sud (bandiera)    | C     | Kim Do-Heon        |
|    | Inghilterra (bandiera)      | A     | Kevin Phillips     |
|    | Rep. Ceca (bandiera)        | A     | Roman Bednář       |
|    | Scozia (bandiera)           | A     | Craig Beattie      |
|    | Polonia (bandiera)          | A     | Bartosz Ślusarski  |